# ワルシャワ西駅

ワルシャワ西駅の位置

ワルシャワ西駅（わるしゃわにしえき、Warszawa Zachodnia）はポーランドマゾフシェ県ワルシャワにある鉄道駅。
ワルシャワ中央駅・ワルシャワ東駅と並ぶ主要駅。
ポーランド国鉄（PKP）、ワルシャワ都市高速鉄道（SKM）、マゾフシェ鉄道（KM）およびワルシャワ通勤鉄道（WKD）の運行する列車が乗り入れる。

## 駅構造
ホームは8面16線ある。
うち1面2線はワルシャワ通勤鉄道線専用。
さらに1面2線は、2012年5月まで別の駅だったものを統合したもの
そのため、およそ200mほど北西方向に離れている。以前はワルシャワ・ボラ駅と呼ばれていた。
現在は同一駅扱いで「ワルシャワ西駅 8番プラットホーム」となっている。
ワルシャワ西駅 8番プラットホームはSKM S9線（ワルシャワ・グダニスク駅方面）の始終着駅となる

## 歴史
- 1919年 - 開業。

## 隣の駅
ポーランド国鉄
1号線
ワルシャワ西駅 - ワルシャワ・ヴウォヒ駅
3号線
ワルシャワ西駅 - ワルシャワ・ヴウォヒ駅
8号線
ワルシャワ西駅 - ワルシャワ・アレヤ・イェロソリムスキエ駅
20号線
Warszawa Czyste駅 - ワルシャワ西駅 - ワルシャワ・ボラ駅
23号線
Warszawa Główna Osobowa駅 - ワルシャワ西駅
42号線
Warszawa Główna Osobowa駅 - ワルシャワ西駅 - Warszawa Czyste駅
46号線
ワルシャワ西駅 - Warszawa Czyste駅
447号線
ワルシャワ・オホタ駅 - ワルシャワ西駅 - ワルシャワ・ヴウォヒ駅
448号線
ワルシャワ西駅 - ワルシャワ・オホタ駅
918号線
ワルシャワ西駅 - Warszawa Bema駅
919号線
ワルシャワ西駅 - Warszawa Ochota Postojowa駅